# مقياس برادن للتنبؤ بمخاطر قرحة الفراش
مقياس برادن للتنبؤ بمخاطر قرحة الفراش، هو أداة طُورت في عام 1987م على يد باربارا برادن ونانسي بيرجستورم. ويتمثل الهدف من هذا المقياس في مساعدة المتخصصين، وخاصة الممرضات، في تقييم مخاطر المريض فيما يتعلق بتطور قرحة الفراش.

## التقييم باستخدام مقياس برادن
يعمل مقياس برادن على تقييم مخاطر المريض المتعلقة بتطور قرحة الفراش من خلال فحص ستة معايير:

### الإدراك الحسي
يقيس هذا المؤشر قدرة المريض على اكتشاف عدم الراحة أو الألم الذي يتعلق بالفراش في أجزاء معينة من جسمه والاستجابة له. والقدرة على الشعور بالألم نفسه يندرج تحت هذه الفئة، على حسب مستوى وعي المريض ومن ثم قدرته على الاستجابة لتجنب القلق الناتج عن الفراش.

### الرطوبة
من الممكن أن تسبب الرطوبة المفرطة والمستمرة للجلد مخاطر تتعلق بسلامة الجلد من خلال جعل أنسجة الجلد متشربة ومن ثم يتعرض لخطر تآكل البشرة لذلك فإن هذه الفئة تقيم درجة رطوبة الجلد التي يتعرض لها.

### النشاط
تفحص هذه الفئة مستوى النشاط الجسماني للعملاء حيث إن النشاط الضعيف أو عدم وجود نشاط من الممكن يساعد على ضمور العضلات وانهيار الأنسجة.

### الحركة
تفحص هذه الفئة قدرة المريض على تعديل وضعية جسمه بشكل مستقل. تقيم هذه الفئة الكفاءة الجسمانية للحركة ومن الممكن أن تستخدم إرادة المرضى للحركة.

### التغذية
تقييم حالة تغذية المرضى بفحص النماذج العادية للتغذية اليومية. فتناول أجزاء قليلة من الوجبات أو التغذية غير المتوازنة من الممكن أن تشير إلى مخاطر عالية في هذه الفئة.

### الحك والقطع
تفحص فئة الحك والقطع مقدار مساعدة المرضى اللازمة للحركة ودرجة الانزلاق في الأسرّة أو الكراسي التي يقومون بها. ويتم تقييم هذه الفئة بسبب أن حركة الانزلاق من الممكن أن تسبب قطعًا وهو ما يعني تحرك الجلد والعظم في اتجاهات معاكسة ما يسبب تدمير جدار الخلايا والشعيرات الدموية 

## التسجيل بمقياس برادن
تُقدر كل فئة من الفئات على المقياس من 1 إلى 4، باستثناء فئة «الاحتكاك والقطع» والتي تقدر على المقياس من 1 إلى .3 وهو ما يشكل إجمالي 23 نقطة، حيث تعني النقاط الأعلى مخاطر أقل لتطور قرحة الفراش والعكس بالعكس. فالنقاط 23 تعني أنه لا يوجد مخاطر من تطور قرحة الفراش بينما أقل نقاط ممكنة هي 6 نقاط وهو ما يمثل أشد خطر لتطور قرحة الفراش. ulcer.
مقياس نقاط تقييم مقياس برادن :
- مخاطر عالية للغاية: النقاط الكلية أقل من 9
- مخاطر عالية: النقاط الكلية 10-12
- مخاطر متوسطة: النقاط الكلية 13-14
- مخاطر معتدلة: النقاط الكلية 15-18

## وصلات خارجية
- Braden Scale Official Website نسخة محفوظة 20 مارس 2012 على موقع واي باك مشين.
- Braden Scale Instruction sheet
- Braden Scale Assessment form